# Sturla Þórðarson
Sturla Þórðarson (1214 – 1284) è stato un politico, condottiero, storico e scrittore islandese.
Scrisse saghe e opere di storia a lui contemporanea (XIII secolo).
Sturla fu il figlio di Þórður Sturluson (fratello del famoso scrittore di saghe Snorri Sturluson) e di sua moglie Þóra; suo fratello era Óláfr Þórðarson. Combatté al fianco di Þórður kakali Sighvatsson durante l'Età degli Sturlungar.
È noto per aver scritto l'Íslendinga saga, la saga più lunga all'interno della Sturlunga saga, e la Hákonar saga Hákonarsonar, la storia di re Haakon IV di Norvegia. Scrisse anche una saga sul figlio di Haakon, Magnus VI (la Magnúss saga lagabœtis), di cui ci rimangono solo frammenti. Alcuni studiosi ritengono che abbia scritto anche la Kristni saga e lo Sturlubók, una riproduzione del Landnámabók. Egli è stato inoltre inserito nello Skáldatal nella lista degli scaldi di corte dello jarl svedese Birger Magnusson.
Sturla fu nominato lögsögumaður dell'intera Islanda per un breve periodo dopo la dissoluzione dello Stato libero d'Islanda, e scrisse il libro di legge Járnsíða.